# Mujer fatal

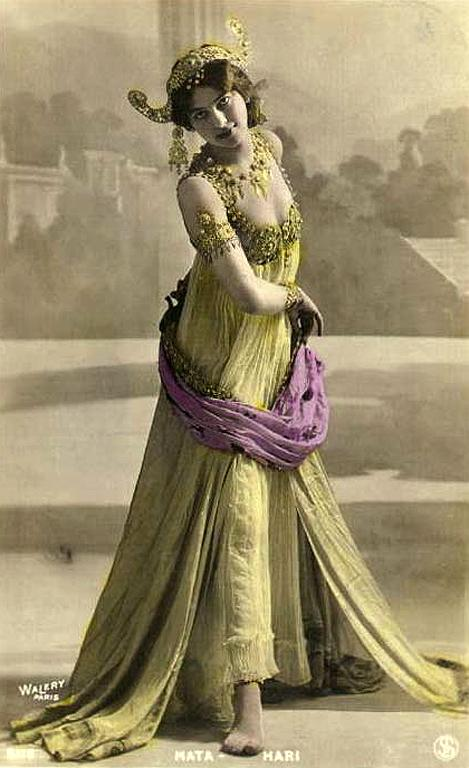
Mata Hari, bailarina exótica y espía convicta cuyo nombre se hizo sinónimo de mujer fatal en la Primera Guerra Mundial.

Una mujer fatal (traducción del término original en francés: femme fatale) es un tipo de personaje, normalmente una villana que usa la sexualidad para atrapar al desventurado héroe. Aunque suele ser malvada, también hay mujeres fatales que en algunas historias hacen de antiheroínas e incluso de heroínas. En la actualidad, el arquetipo suele ser visto como un personaje que constantemente cruza la línea entre la bondad y la maldad, actuando sin escrúpulos sea cual sea su voluntad.

## Historia

### Arquetipos antiguos

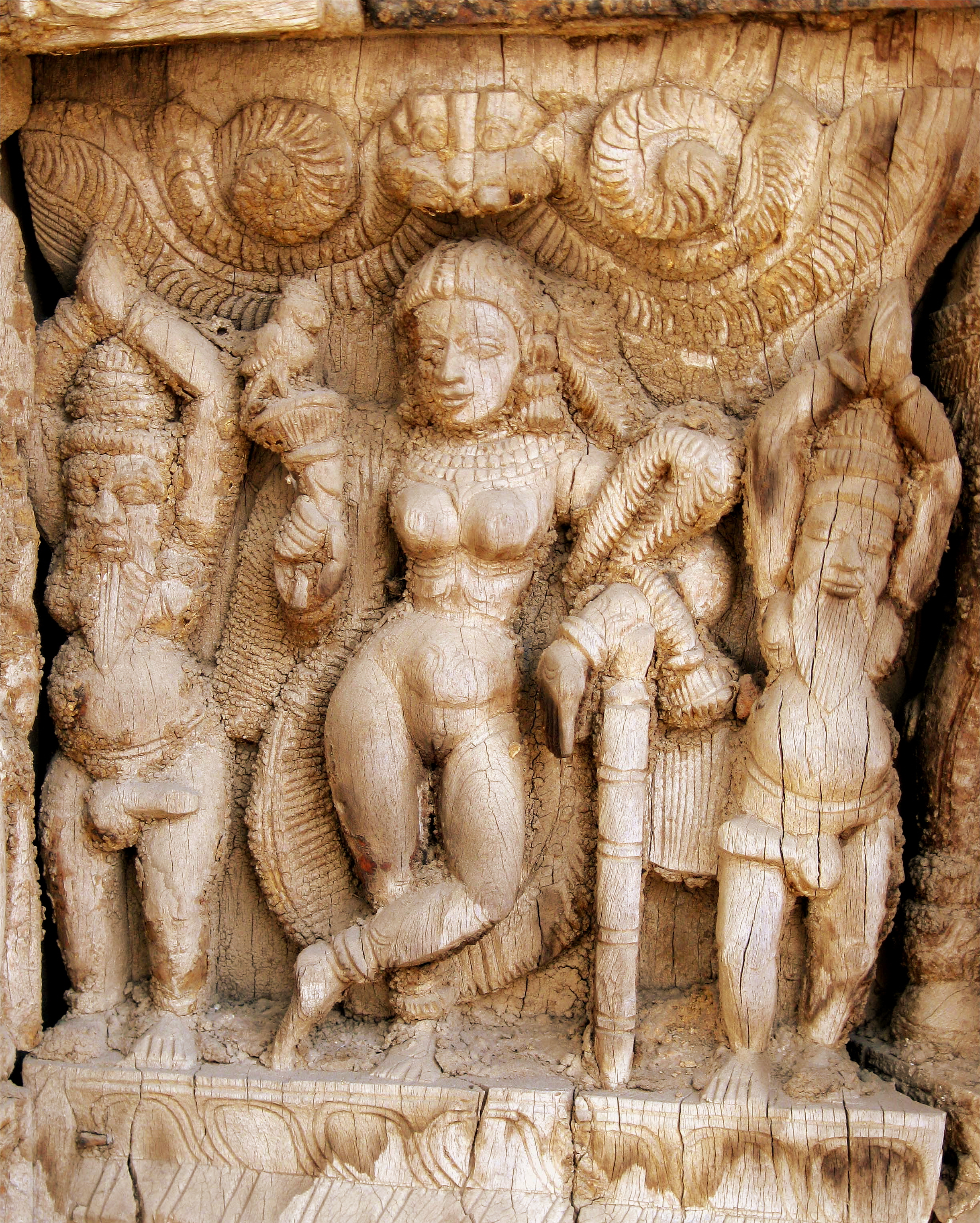
La femme fatale divina de la mitología hindú, la apsará Mohini, ha encantado a dioses, demonios y sabios por igual.

El arquetipo de las mujeres fatales han existido, en una u otra forma, en la mitología y el folclor en prácticamente todas las culturas. Ejemplos antiguos míticos o legendarios incluyen a Afrodita, Inanna, Lilit, Ishtar, Mata hari, Clitemnestra, Lesbia, Mohini, Tamamo no Mae y Visha Kanyas. En los personajes históricos de la época clásica se encuentran Cleopatra y Mesalina, así como las figuras bíblicas Dalila, Jezabel y Salomé. Un ejemplo de la literatura y la historia tradicional china es Daji.[cita requerida]

### Cultura occidental temprana hasta elsigloXIX
La mujer fatal se hizo omnipresente en la cultura occidental a finales del siglo XIX y principios del XX, y aparece en las obras de Oscar Wilde, Edvard Munch y Gustav Klimt, entre otros. Algunos consideran esta popularización como una reacción a los movimientos feministas y al cambio de roles de la mujer en el tiempo. Encontramos este personaje en el cine expresionista alemán, en la película El ángel azul, de 1930. Con la introducción del cine negro en los años 1940, la mujer fatal empezó a florecer en la cultura pop, apareciendo en thrillers de espionaje e historietas como The Spirit de Will Eisner, o Terry y los piratas de Milton Caniff.[cita requerida]
En el mundo anglosajón, la mujer fatal es con frecuencia de origen extranjero. Con frecuencia se la retrata como una especie de vampiro sexual, cuyos oscuros apetitos se creía que eran capaces de arrebatar la virilidad y la independencia de sus amantes, convirtiéndolos en una máscara vacía de sí mismos. Solo escapando de sus abrazos podía rescatarse al héroe. En este sentido, en la jerga estadounidense antigua se solía llamar a las mujeres fatales vamps, una palabra asociada con las modas de los años 1920. El término vamp era un apócope de vampire, ‘vampiro’, llamado así porque los personajes extraían la vida de sus víctimas no necesariamente bebiendo su sangre sino mediante explotación sexual y económica. Un retrato clásico de mujer fatal fue el personaje de Justine en El cuarteto de Alejandría de Lawrence Durrell.[cita requerida]
En la ópera y el teatro musical, la mujer fatal suele ser interpretada por una mezzosoprano dramática y es a veces contraste o la enemiga de la ingenua o la dama en apuros.[cita requerida]
La imagen arquetípica de la dominatrix sadomasoquista enfundada en cuero negro que se genera en Europa hacia los años 30 del siglo XX constituye otra derivada del mito de la mujer fatal.
Algunos argumentan que este personaje tiene su contrapartida masculina. Algunos ejemplos podrían ser Heathcliff de Cumbres Borrascosas o muchos de los héroes de los libros de Lord Byron.[cita requerida]
Las ninjas femeninas, llamadas Kunoichi, representadas en incontables ocasiones, son famosas y legendarias por ser entrenadas con métodos propios de las mujeres fatales, usando su sexualidad con la misma fluidez que sus mortíferas habilidades para asesinar.[cita requerida]
La femme fatal es un personaje recurrente en las novelas de Arturo Pérez-Reverte.

## Lafemme fataleen el cine negro
El cine negro está protagonizado por hombres con vidas corrientes que eran seducidos en ocasiones, por femmes fatales. Estas mujeres son manipuladoras, farsantes, mortíferas al primer beso, y en definitiva, arrojan al héroe hacia un desolado callejón sin salida.  En cualquier caso, será la femme fatale la que tome la iniciativa del relato a pesar de que sea el personaje masculino el protagonista. 

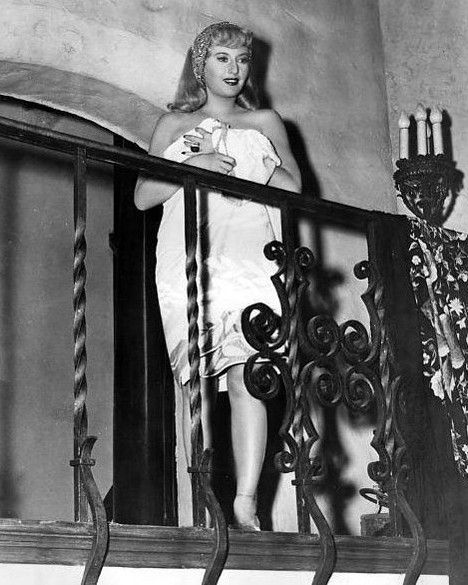
La primera vez que Walter Neff ve a Phyllis Dietrichson

Se ha comparado el prototipo de mujer fatal del cine negro, con la del género screwball comedy (p.e.: La fiera de mi niña). En ambos géneros los personajes femeninos utilizan su belleza como arma y manejan a su voluntad al personaje masculino.[cita requerida]
Las mujeres fatales muestran su feminidad entre otras cosas, con el pelo y su movimiento. Ese movimiento de pelo ondulado se ha comparado con las aguas turbulentas del mar que auguran una posible tormenta (en la mayoría de los casos para el protagonista masculino). Un ejemplo claro de ello es el personaje de Phyllis Dietrichson en Perdición. En esta película, Phyllis es presentada como una sirena recién salida del baño, envuelta en una toalla blanca, con un peinado exageradamente ondulado. Además de su pelo, otro elemento de gran importancia es su mirada, que la mujer fatal utiliza para ablandar las fuerzas del hombre.

### Trascendencia en el cine (México)
Desarrollada como un concepto peligroso para sí misma incluso, el giro que ocasionó a su personaje fue trascendental, en el séptimo arte se observó una evolución en lo que estas personajes podrían significar, dejando atrás lo que el cine negro las había condenado a ser; en Latinoamérica las femmes fatales, principalmente en México, se vieron presentadas en actrices como María Félix o Dolores del Río, actrices que mostraban gran belleza en sus interpretaciones, acompañadas de aplomo y seguridad en quienes eran, teniendo una personalidad fuerte ante situaciones que dejarían de lado a la mujer sumisa o abnegada. Pero, también el surgimiento de una nueva concepción del término femme fatale, dejó a la vista a Sara García, en la cinta La Gallina Clueca de 1941, mostrando una liberación del personaje al dejar la sombra y pesor de un hombre, encontrando independencia y valor en sí misma.[cita requerida]

### La femme fatale en el espacio doméstico
En la película Perversidad, el apartamento de Kitty March, por ejemplo, se retrata como un universo caótico, alejado del hogar ordenado que se pone al servicio del pater familias. Pero la femme fatale, conocedora del deseo masculino de tener un centro familiar, se deshace en promesas de amor eterno y se aficiona, reina del engaño, a tradiciones conservadoras. [cita requerida]
Para la femme fatale, casarse representa poder acceder a la construcción de una nueva máscara. El hogar, en este caso, es una estructura de poder, un recinto donde tejer mejor nuevas estrategias y proteger las propias armas. El deseo de estas figuras pandóricas radica en transgredir el arquetipo femenino doméstico para inmiscuirse en el mundo masculino de la acción. Pero las mujeres fatales serán castigadas por preferir una vida conflictiva y a menudo se verán penalizadas con la muerte.[cita requerida]

## Sinonimia
Vampiresa: es el término con el cual se designa en España a la mujer fatal o mujer que aprovecha su capacidad de seducción amorosa para lucrarse a costa de aquellos a quienes seduce. y es traducción de «vamp» en inglés que se usó en la película A Fool There Was /1915), protagonizada por Theda Bara, quien se convirtió así en el icono de ese arquetipo en el cine. La película estaba basada en una obra de teatro inspirada a su vez en el poema «El Vampiro» de Rudyard Kipling. En filmes subsiguientes, en la literatura y en la cultura popular el término se usa mayormente para personajes, reales o ficticios, no fantásticos o diferenciados del vampiro femenino y con las características definidas por la RAE.[cita requerida]